# 가미사사누키 마모루
가미사사누키 마모루(일본어: 上笹貫 剣, 1999년 5월 4일~)는 일본의 축구 선수이다.

## 구단 경력
그는 2022년 J2리그의 이와테 그루자 모리오카에 입단했다. 2022년후 J3리그에 강등했다. 2024년까지 10경기에 출전하여, 1득점을 넣었다. 2025년 UD Oliveirense로 이적했다.